# Meppel
Meppel (anhörenⓘ) ist eine Gemeinde und Stadt in der niederländischen Provinz Drenthe mit 36.288 Einwohnern (Stand 1. Januar 2025).

## Stadtgliederung
Die Gemeinde Meppel umfasst 14 Ortsteile (wijken). Die Verwaltung befindet sich im größten Ortsteil Meppel.
| Ortsteil                | Einwohner |
| ----------------------- | --------- |
| Meppel Centrum          | 6.175     |
| Oosterboer              | 7.360     |
| Koedijkslanden          | 6.475     |
| Haveltermade            | 3.865     |
| Nijeveen                | 4.035     |
| Berggierslanden         | 3.960     |
| Nieuwveenselanden       | 1.840     |
| Ezinge                  | 710       |
| Watertoren              | 455       |
| Rogat                   | 300       |
| Verspreid Gebied Meppel | 140       |
| Industrie Oevers        | 205       |
| Industrieterrein Noord  | 55        |
| Blankenstein            | 235       |

## Politik

### Gemeinderat
Der Gemeinderat wird seit 1982 folgendermaßen gebildet:
| Partei       | Sitze | Sitze | Sitze | Sitze | Sitze  | Sitze | Sitze | Sitze | Sitze | Sitze | Sitze |
| Partei       | 1982  | 1986  | 1990  | 1994  | 1997 a | 2002  | 2006  | 2010  | 2014  | 2018  | 2022  |
| ------------ | ----- | ----- | ----- | ----- | ------ | ----- | ----- | ----- | ----- | ----- | ----- |
| Sterk Meppel | –     | –     | –     | –     | 8      | 7     | 7     | 6     | 5     | 6     | 7     |
| VVD          | 4     | 3     | 2     | 3     | 3      | 4     | 3     | 5     | 4     | 5     | 4     |
| CDA          | 5     | 4     | 4     | 3     | 4      | 4     | 3     | 3     | 3     | 4     | 3     |
| ChristenUnie | –     | –     | –     | –     | –      | 2     | 2     | 1     | 2     | 2     | 2     |
| PvdA         | 7     | 7     | 7     | 5     | 5      | 6     | 7     | 5     | 4     | 2     | 2     |
| SP           | –     | 0     | –     | –     | –      | –     | –     | –     | 2     | 2     | 2     |
| D66          | 0     | –     | –     | 1     | 0      | 0     | –     | 2     | 2     | 1     | 2     |
| GroenLinks   | –     | –     | –     | –     | –      | –     | 1     | 1     | 1     | 1     | 1     |
| RPF          | 1     | 1     | 1     | 1     | 1      | –     | –     | –     | –     | –     | –     |
| GPV          | 1     | 1     | 1     | 1     | 1      | –     | –     | –     | –     | –     | –     |
| Stadswacht   | 2     | 4     | 5     | 6     | –      | –     | –     | –     | –     | –     | –     |
| CPN          | 0     | –     | –     | –     | –      | –     | –     | –     | –     | –     | –     |
| Gesamt       | 19    | 19    | 19    | 19    | 21     | 23    | 23    | 23    | 23    | 23    | 23    |

Anmerkungen

### Bürgermeister und Beigeordnete
Die Beigeordneten des Kollegiums werden in der Periode 2022–2026 von den Koalitionsparteien Sterk Meppel, VVD und D66 bereitgestellt. Folgende Personen gehören zum Kollegium:
| Funktion         | Name             | Partei       | Anmerkung                                 |
| ---------------- | ---------------- | ------------ | ----------------------------------------- |
| Bürgermeister    | Arjen Maathuis   | VVD          | seit dem 1. April 2025 im Amt             |
| Beigeordnete     | Klaas de Vries   | Sterk Meppel | erster Stellvertreter des Bürgermeisters  |
| Beigeordnete     | Robin van Ulzen  | VVD          | zweiter Stellvertreter des Bürgermeisters |
| Beigeordnete     | Jeannet Bos      | D66          | dritter Stellvertreter des Bürgermeisters |
| Gemeindesekretär | Sander Kastelein | –            | seit dem 1. Dezember 2018 im Amt          |

#### Ehemalige Bürgermeister
- 1945–1946: Daniël Mackay
- 1946–1952: Antony Kleijn
- 1952–1953: Carel Claudius de Jonge
- 1953–1969: Antony Kleijn
- 1970–1979: Henk Eijsink
- 1979–1987: Dick van den Noort
- 1987–1999: Ed Tjaberings
- 1999–2001: Cees Bijl
- 2001–2005: Peter den Oudsten
- 2005–2016: Jan Westmaas
- 2016–2024: Richard Korteland

### Partnerstädte
Meppel unterhält folgende Partnerschaften:
- Brüx in der Tschechischen Republik
- Al Hoceima in Marokko

## Wirtschaft

### Verkehr
Die Stadt ist ein Verkehrsknotenpunkt im Südwesten der Provinz. Von hier bestehen Verbindungen nach Arnheim, Groningen und Leeuwarden. Die Autobahnen nach Groningen und Leeuwarden trennen sich hier. Der Bahnhof Meppel liegt an der Bahnstrecke Arnhem–Leeuwarden, von der die Bahnstrecke Meppel–Groningen abzweigt. Dies gilt auch für die Binnenschifffahrt. Hier beginnen die Meppelerdiep, die Drentsche Hoofdvaart und die Hoogeveense Vaart Richtung Zwartewaterland, Assen und Hoogeveen. Der Meppelerdiep ist für Schiffe bis zu 2.000 Tonnen geeignet.

### Industrie
Der Ort kam ab etwa 1600 durch den Torfabbau in Drenthe und die damit zusammenhängende Schifffahrt zur Blüte und ist seitdem eine nicht unbedeutende Marktstadt geblieben.
Meppel ist heute ein regionales Zentrum mit vielen kleineren Industrie- und Handelsbetrieben. Es gibt auch eine große Druckerei. Die Vieh- und Landwirtschaft sind auch von großer Bedeutung.

#### Fachhochschulen
- Stenden Hogeschool (Engl. „Stenden University“)

#### Weiterführende Schulen
- C.S.G. Dingstede
- R.S.G. Stad en Esch
- AOC Terra MBO
- AOC Terra VBO
- Drenthe College
- Greijdanus College
- Rechterenschool
- Mackayschool
- Reestoeverschool
- De Ambelt

#### Grundschulen
- CBS Het Kompas
- CBS De Akker
- CBS Anne Frankschool
- CBS Koningin Beatrixschool
- Joh. Calvijnschool
- OBS Koedijkslanden
- OBS Oosterboerschool
- OBS De Tolter
- OBS De Woldstroom
- OBS Zuiderschool
- Mgr. Niermansschool
- Vrije School

## Sehenswürdigkeiten
In der Innenstadt ist die Kirche, mit Bauteilen aus dem 15. und 16. Jahrhundert und einer schönen Orgel, die größte Sehenswürdigkeit.

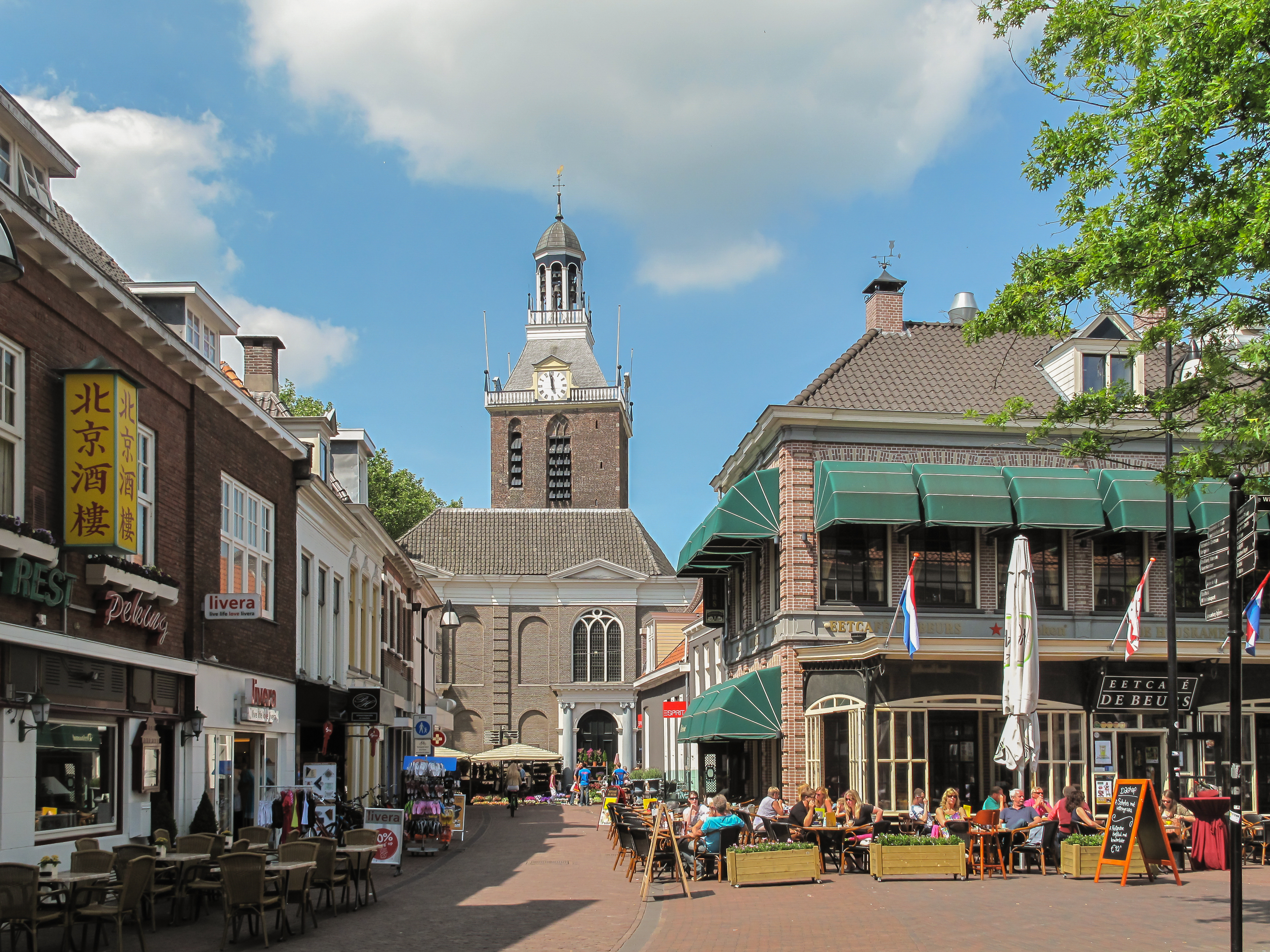
Meppel, Turm (de Meppeler toren) in der Straße
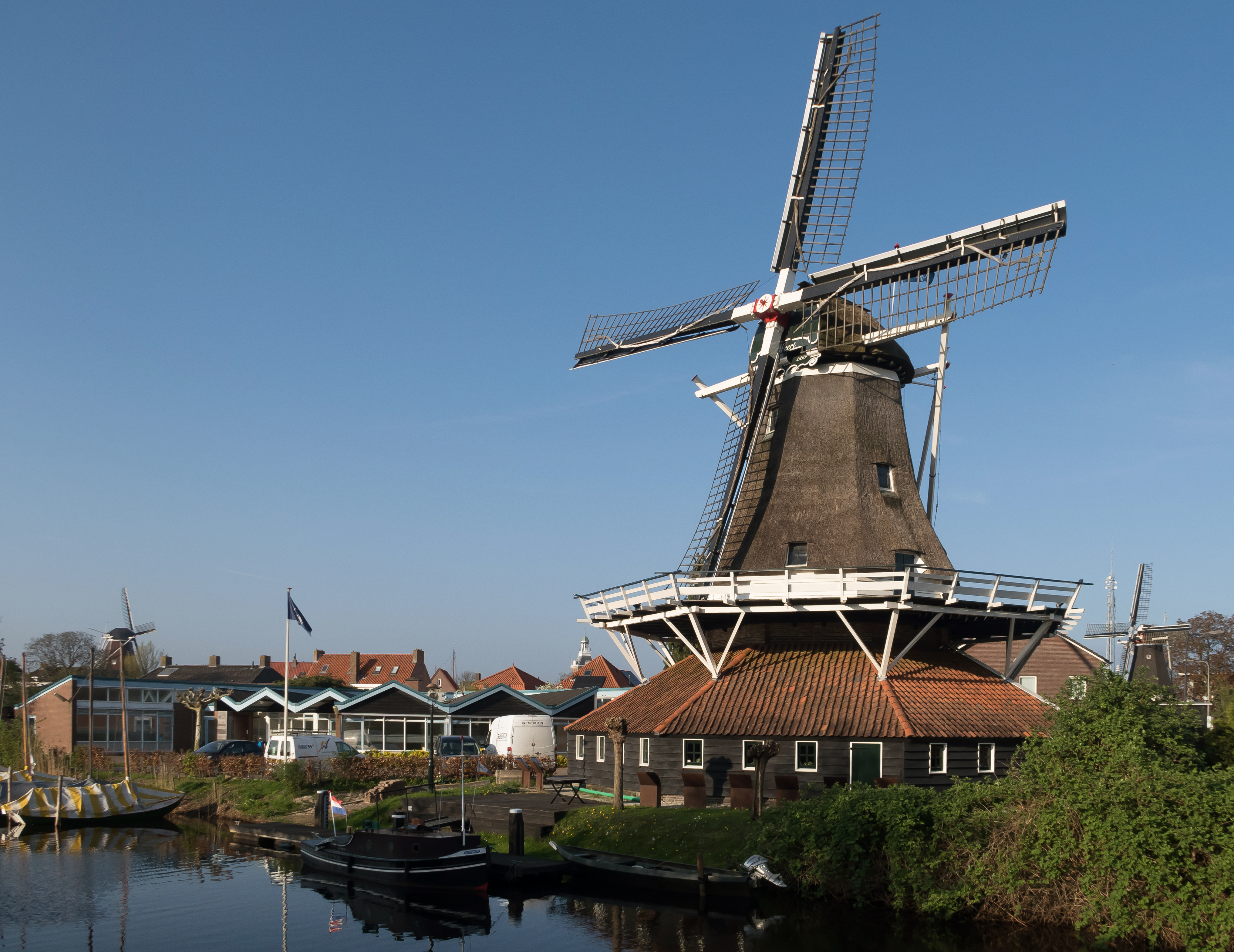
Meppel, Mühle (molen de Weert)
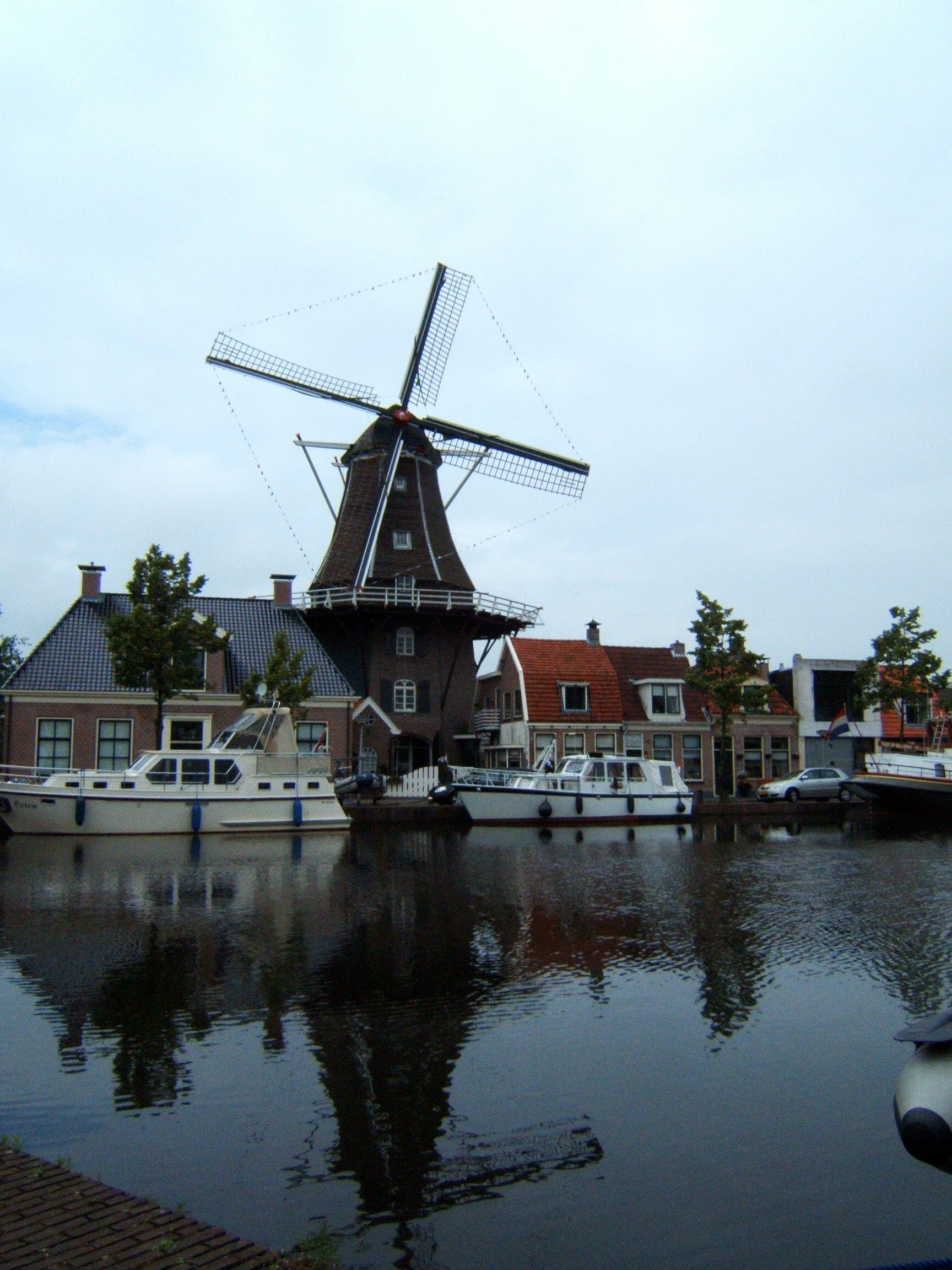
Meppel, molen De Vlijt
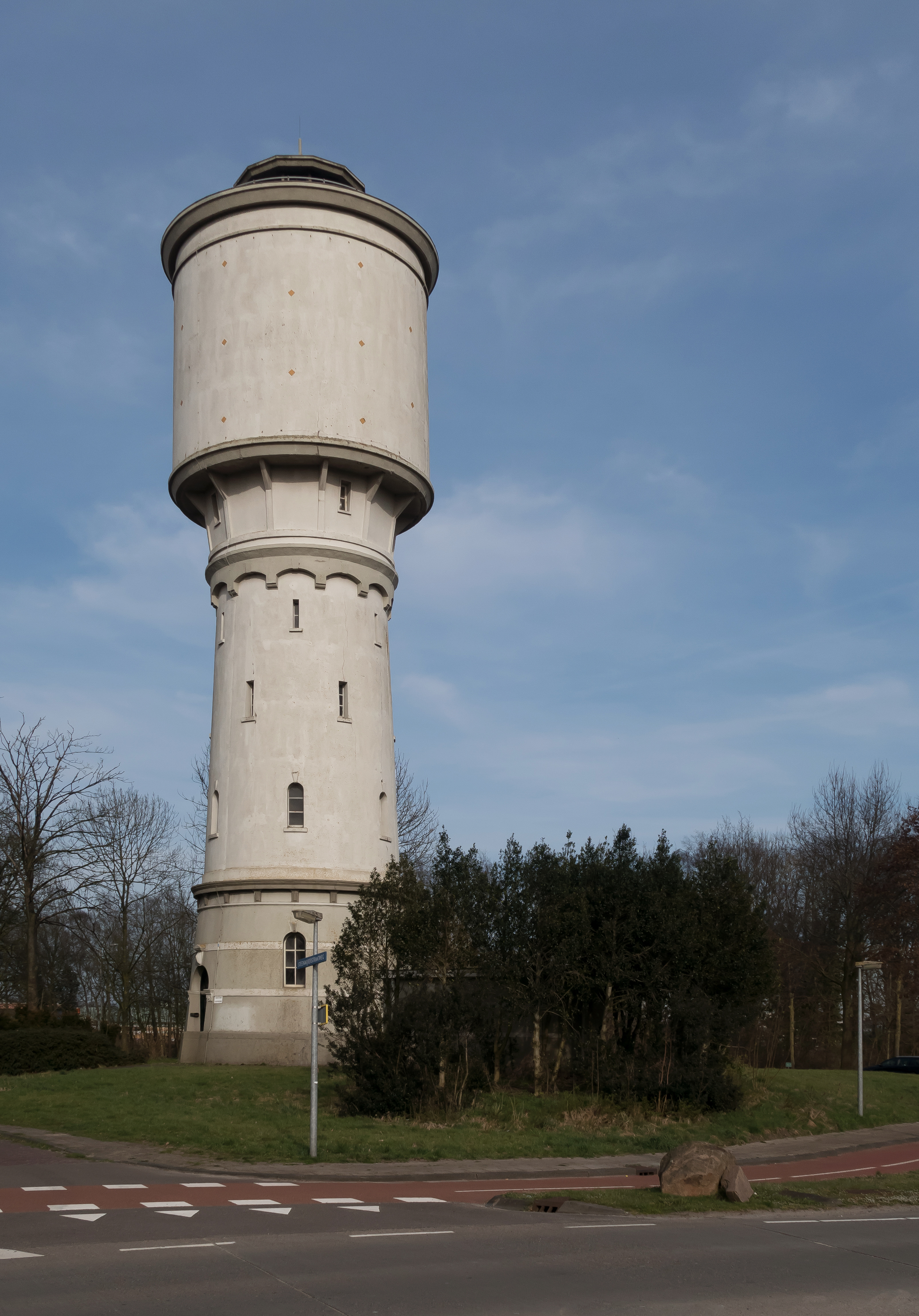
Meppel, Wasserturm
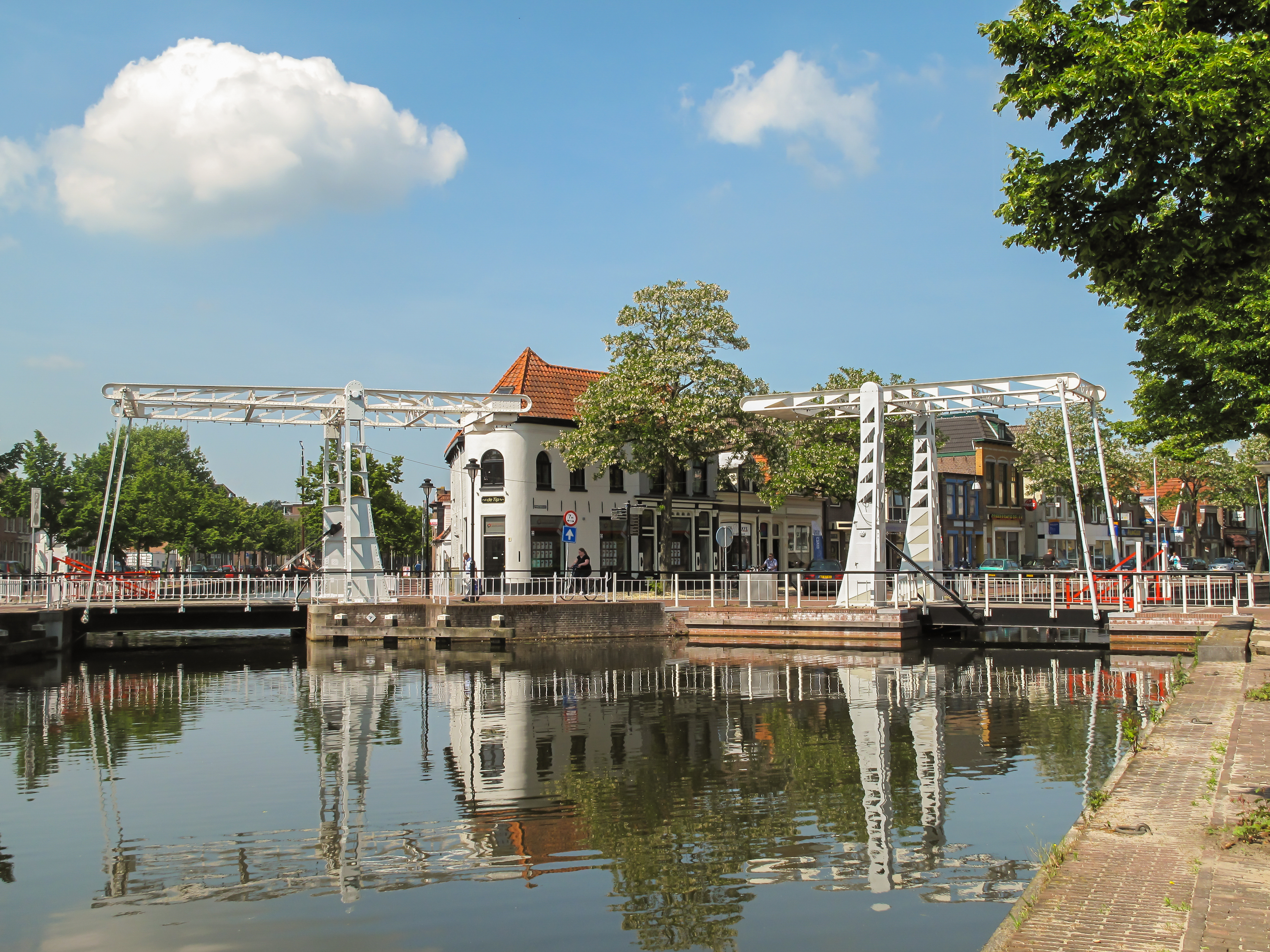
Meppel, zwei Zugbrücken
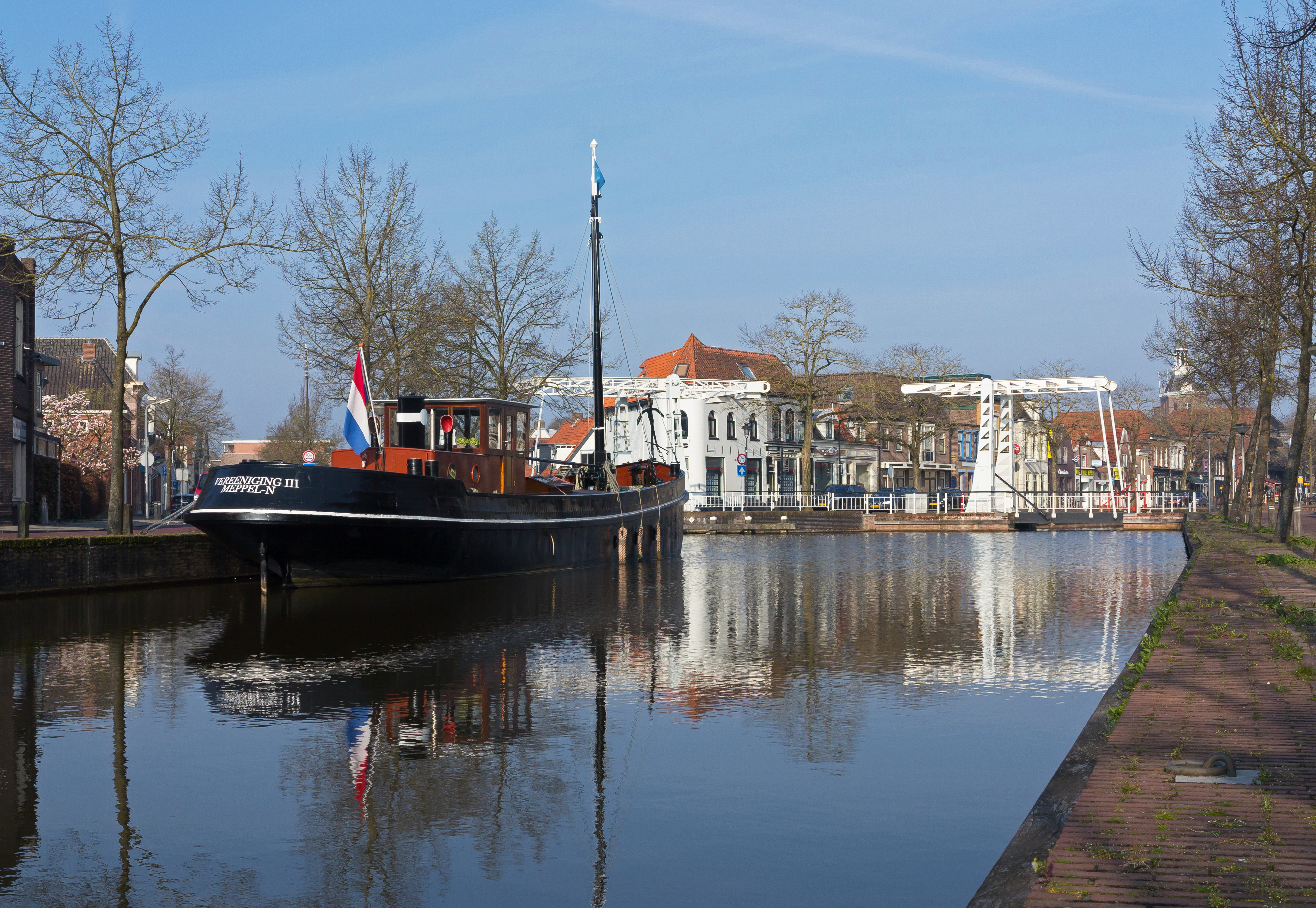
Meppel, das Schiff der Vereeniging III mit zwei Zugbrücke
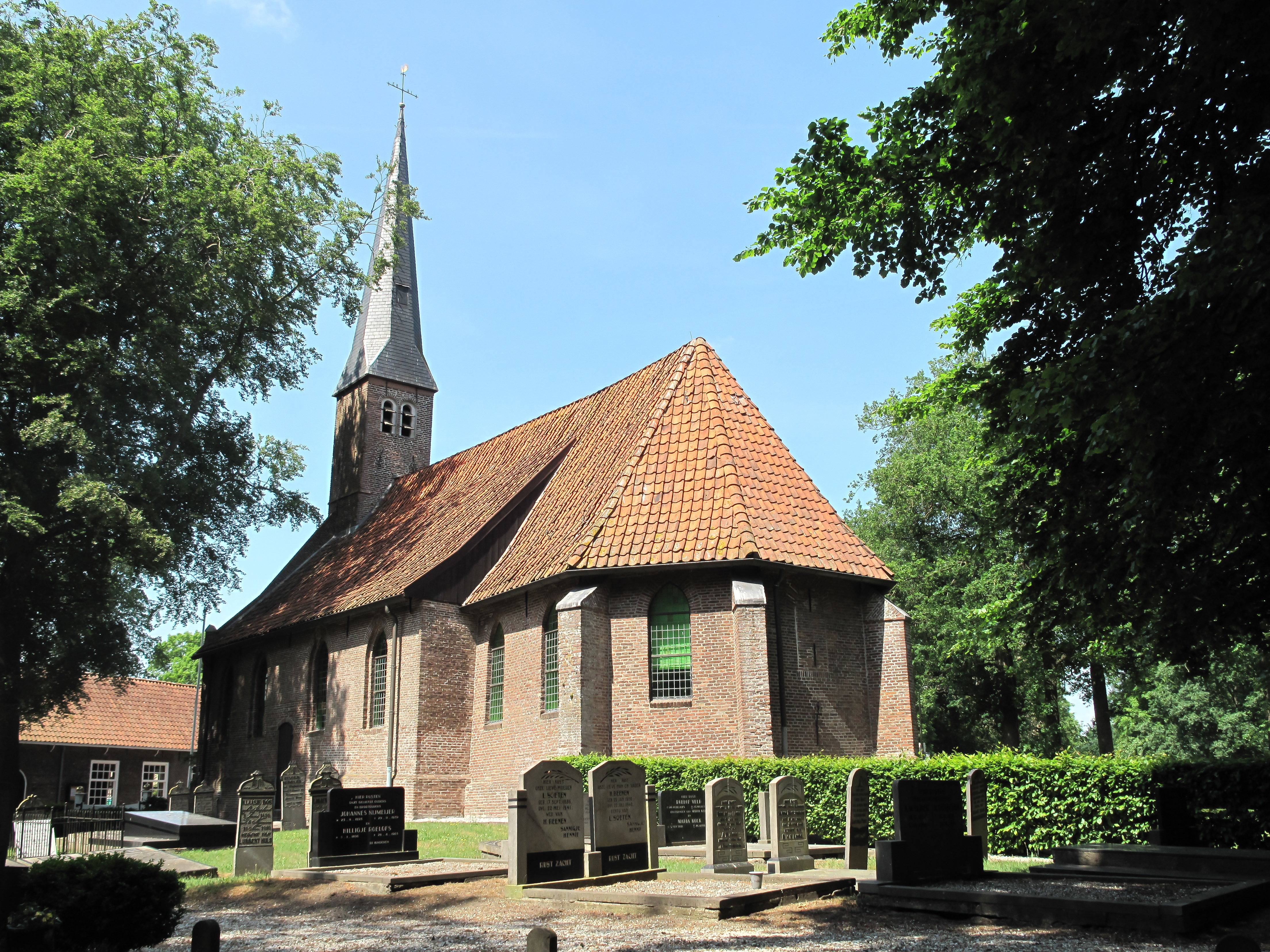
Nijeveen, Kirche: de Nederlands Hervormde kerk
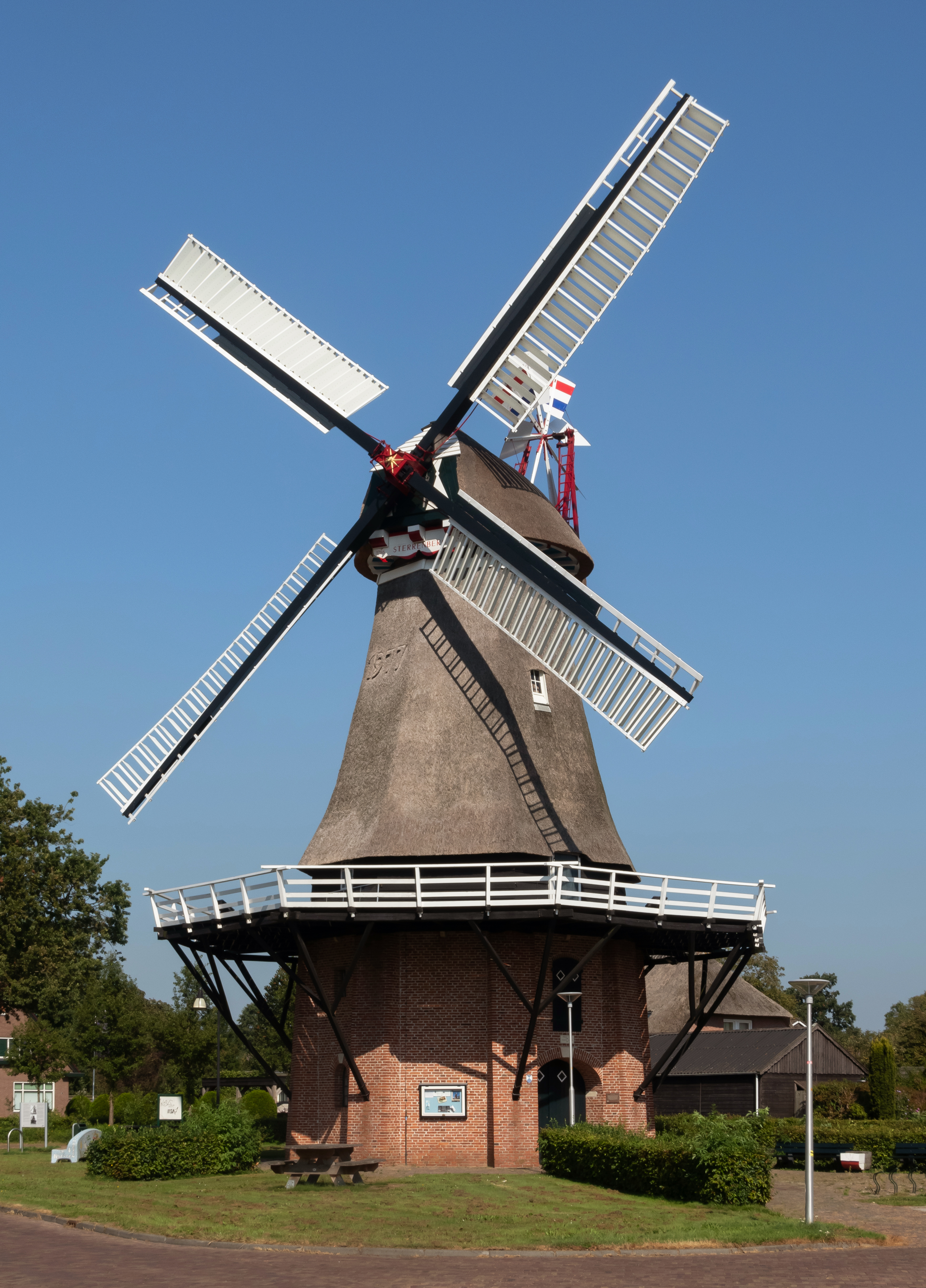
Nijeveen, Mühle: korenmolen de Sterrenburg

## Persönlichkeiten
- Willem Peters (1903–1995), Leichtathlet
- Petrus Kiers (1807–1875), Künstler
- Eduard Frankfort (1864–1920), Maler
- Roelof Frankot (1911–1984), Künstler
- John Talen (* 1965), Radrennfahrer